# Homes a punt de tenir un atac de nervis
Homes a punt de tenir un atac de nervis (títol original en francès, Hommes au bord de la crise de nerfs) és una pel·lícula de comèdia franco-belga del 2022, dirigida per Audrey Dana. S'ha doblat al català.
El rodatge de la pel·lícula va tenir lloc principalment a la Droma del 19 d'agost al 27 de setembre de 2019. Al principi del film es veu l'arribada dels personatges a l'estació de Luc. Algunes escenes addicionals també es van rodar a l'Illa de França el 2020 malgrat la pandèmia de la COVID-19.